# Adayala
Adayala é um dos nove distritos do estado de Janub Darfor, no Sudão.